# 水印 (布罗茨基)
《水印》 是约瑟夫·亚历山德罗维奇·布罗茨基关于威尼斯的自传体散文，1989年由威尼斯的新威尼斯联盟出版。
1989年11月，新威尼斯联盟（意大利语：Consorzio Venezia Nuova）订购一件圣诞节的艺术品，可以是绘画、雕塑或散文，来颂扬这座城市。于是布罗茨基用英语写作了这部作品。同年12月，吉尔伯托·福蒂的意大利语译本首先出版。1992年在英国和美国以英语出版。达什夫斯基的俄语译本也在1992年出版。
布罗德斯基的这部自传体散文，讲述布罗茨基与威尼斯的关系。共有51章，内容是作者对这座城市的访问或想法，描述这座城市的气氛。
从1973年冬天起，布罗茨基每年都来到威尼斯。到1989年写作该书时，他已经是第17次造访威尼斯。

## 书名

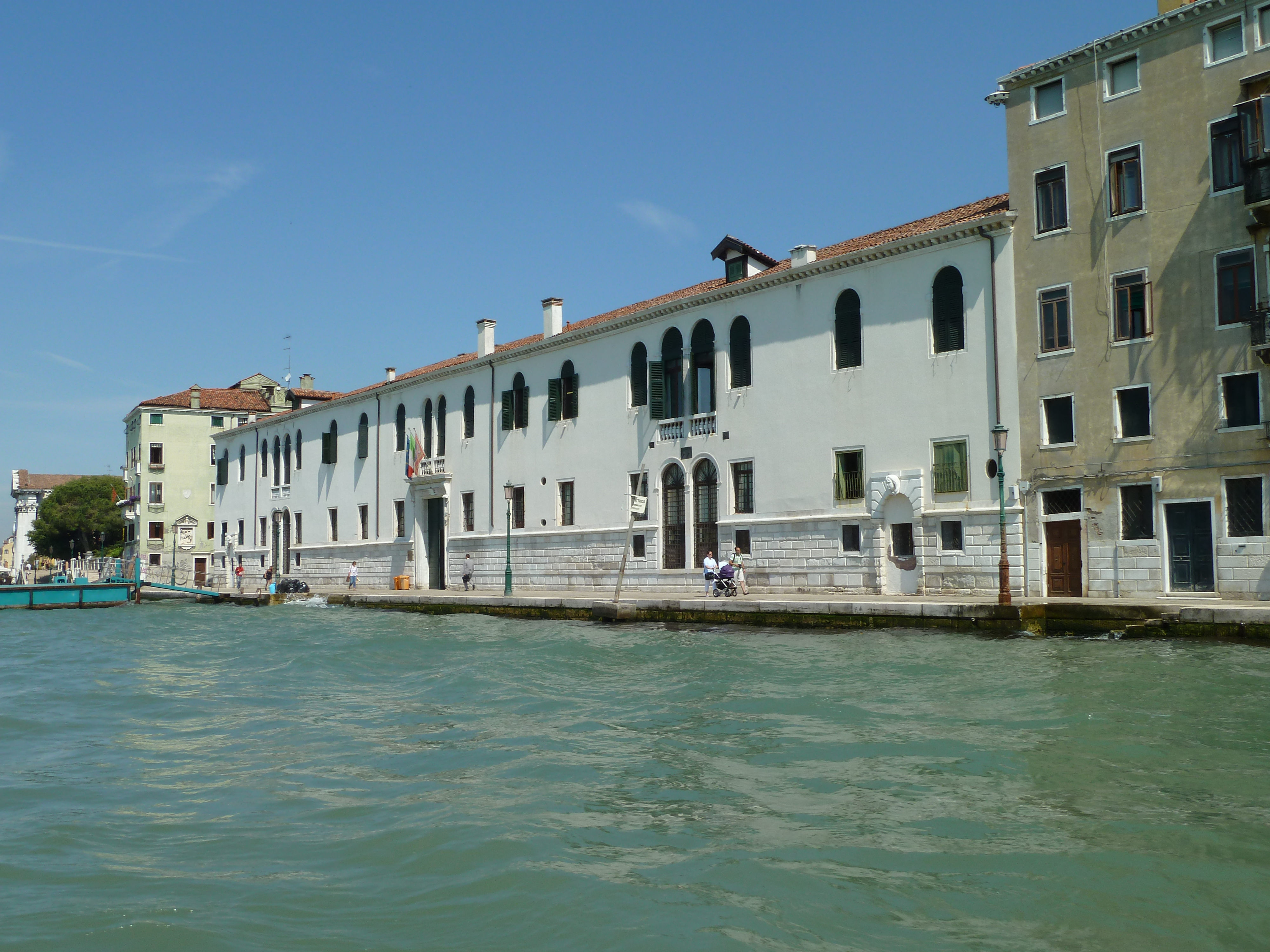
扎特雷堤岸

该书意大利语和俄语版本的标题，都是《不可救药的堤岸》（Fondamenta degli incurabili）。这是指威尼斯最长的一段堤岸，位于多尔索杜罗区的扎特雷堤岸（Fondamenta delle Zattere）。扎特雷意为木筏，在古代是用于建筑的填充物。这条堤岸别称“不可救药的堤岸”（Fondamenta degli incurabili），是因为这里有一座建于16世纪的传染病隔离医院不治之症医院（Ospedale degli Incurabili，现由威尼斯美术学院使用），收容那些绝望的病人，他们大部分都感染了梅毒。
俄罗斯报纸副主编尤里·莱普斯基写道，布罗茨基本人并不喜欢《不可救药的堤岸》的字面翻译，而是喜欢更诗意的版本——“未治愈的堤岸”（неисцелимых）。
2009年，在扎特雷堤岸安放了约瑟夫·布罗茨基的纪念牌匾。
英语版本的标题《水印》（Watermark）可以翻译为“水印”或“水位标记”，当然，是与威尼斯相关的文字游戏。
该书原文是用英语写的，但首先发表的是吉尔伯托·福蒂（意大利语：Gilberto Forti）的意大利语译本，名为《不可救药的堤岸》（Fondamenta degli Incurabili），于1989年12月由威尼斯的新威尼斯联盟（Consorzio Venezia nuova）出版。
1992年6月11日，该书的英文文本的摘录在《纽约书评》（The New York Review of Books）上以《威尼斯之光》（In the Light of Venice）为题出版（第49卷，第11卷，1992年6月11日，30-32页）。然后，在1992年6月，在美国和英国，以新名称《水印》（Watermark）出版，出版社是纽约的法拉尔、斯特劳斯和吉鲁（Farrar、Straus和Giroux）以及伦敦的哈米什·汉密尔顿（Hamish Hamilton）。布罗茨基曾计划将这篇文章收入他的《悲伤与理智》（On Grief and Reason，1995年出版）。
该书的俄语版本在1992年首先在《十月》杂志发表（1992年第4期，179—205页）。1992年达什夫斯基的俄语译本出版。

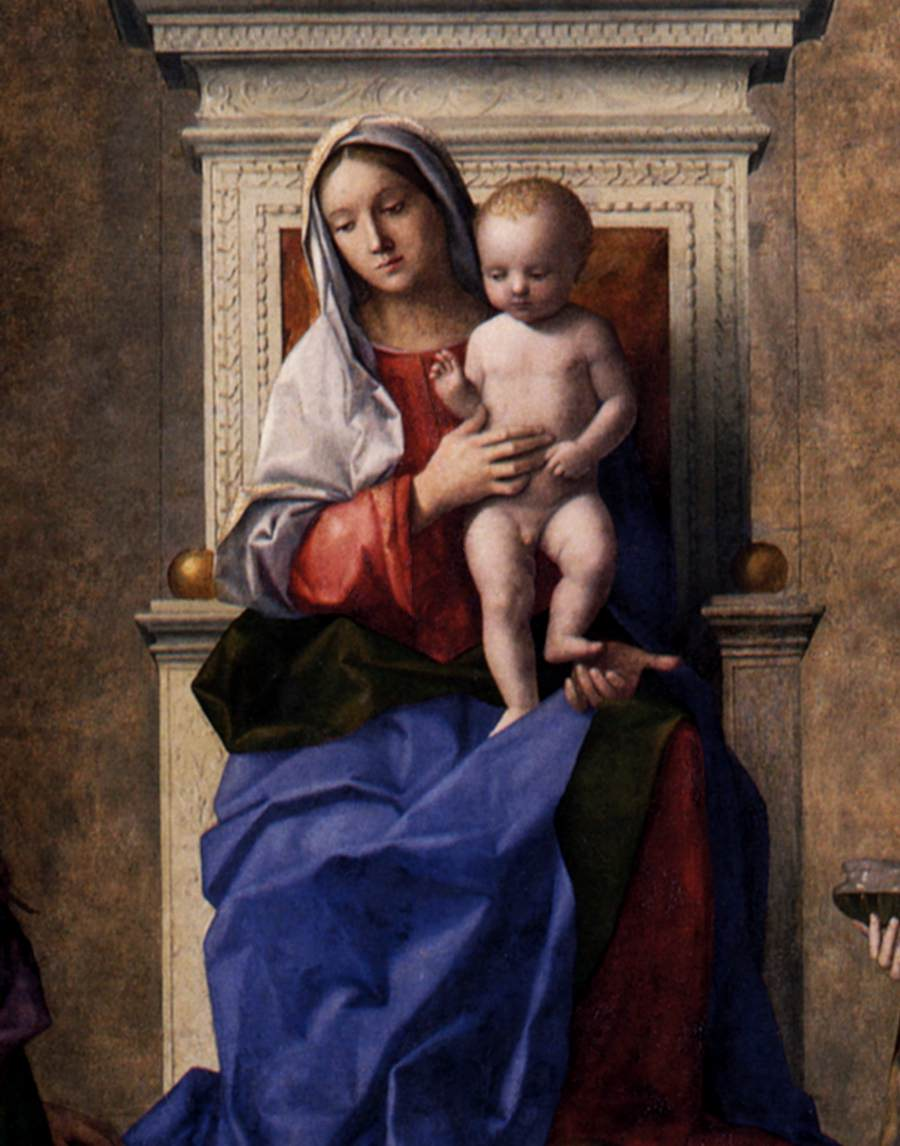

## 版本
意大利语
- Josif Brodskij, Fondamenta degli incurabili, Venezia, Consorzio Venezia nuova, 1989

英语
- In the Light of Venice // The New York Review of Books" (Vol. 49, No. 11, June 11, 1992. P 30-32)
- Joseph Brodsky. Water-mark. New York: Farrar, Straus and Giroux; London: Hamish Hamilton, 1992

俄语
- Набережная неисцелимых // «Октябрь», 1992. № 4. С. 179—205
- Набережная неисцелимых: Тринадцать эссе. (сост. В. Голышев). СЛОВО/SLOVO, 1992
- Венецианские тетради. Иосиф Бродский и другие. ОГИ, 2002. ISBN 5-94282-031-7
- Сочинения Иосифа Бродского в 7 томах. Пушкинский дом, 2001—2003
- Набережная неисцелимых / Watermark. Азбука-классика, 2005, ISBN 5-352-01169-0; 2005 г. 2008, ISBN 978-5-352-02025-8, ISBN 5-352-01834-2, ISBN 978-5-91181-832-6 (Белая серия)
- Набережная неисцелимых. Азбука, 2013. ISBN 978-5-389-05126-3. Покет-бук

中文
- 《水印》，上海译文出版社，2016年，ISBN 978-7-5327-7264-3.